# 尾道市立重井小学校
尾道市立重井小学校（おのみちしりつ しげいしょうがっこう）は、広島県尾道市因島重井町にある公立小学校。
2015年に創立140周年となった。

## 沿革
- 1873年（明治6年）10月 - 広島県御調郡重井村の善光寺内に、同校の発祥となる振徳学舎を設置[1]。
- 1875年（明治8年）8月 - 同校を重井村立重井小学校と改称[1]。
- 1893年（明治26年）11月 - 同校に高等科を設置[1]。
- 1953年（昭和28年）5月1日 - 御調郡重井村が新設合併して因島市を新設したことにより、同校を因島市立重井小学校と改称[1]。
- 1959年（昭和34年）4月 - 同校の校歌を制定[1]。
- 2006年（平成18年）1月10日 - 因島市が尾道市被編入により、同校を尾道市立重井小学校と改称[1]。

## 学区

### 通学区域
- 特別な事情がない限り、以下の地域の児童全員が同校に通学することとなっている[2]。
- 因島重井町の全域

### 中学校
- 以下に、特別な事情なき同校児童全員の進学先を示す[2]。
- 尾道市立重井中学校

## 学区の地理

### 主要施設
- 尾道市重井公民館
- 因島警察署重井駐在所
- 因島北インターチェンジ
- 重井西港
- 重井東港

### 教育機関
- 幼稚園
  - 尾道市立重井幼稚園
- 中学校
  - 尾道市立重井中学校
- 高等学校
  - 広島県立因島高等学校
- 統廃合された教育機関
  - 広島県立因島北高等学校